# Ekkehardt Belle
Pour les articles homonymes, voir Belle.
Ekkehardt Belle est un acteur allemand né le 18 mai 1954 à Grevenbroich et mort le 31 janvier 2022 à Munich.

## Biographie
Ekkehardt Belle se fait connaître d’un large public grâce au rôle-titre de la série en quatre parties de la ZDF, « Die Abenteuer des David Balfour », diffusée en décembre 1978 (diffusée en France en juin 1979 sous le titre Les Aventures de David Balfour, tournée en anglais sous le titre Kidnapped, où il donne la réplique à l’acteur britannique David McCallum). En 1979, Franz Josef Gottlieb lui donne le rôle principal de Stefan dans la comédie érotique « Sunnyboy et Sugarbabe ». Il jouera dans d'autres films de ce genre. La même année, il joue également le rôle principal dans la production de ZDF « Merlin ».
De 1980 à 1986, il est apparu dans huit épisodes de Derrick. En 1982, Ekkehardt Belle est apparu devant la caméra aux côtés de Martin Held et Gert Fröbe pour l’adaptation télévisée de la comédie classique « Der Raub der Sabinerinnen » de Franz et Paul von Schönthan. En novembre 2008, Belle apparaît sur scène à la Pasinger Fabrik de Munich dans la pièce radiophonique Spring Heeled Jack. Il a également joué dans la série de Noël « Nesthäkchen ».
En 2021, Ekkehardt Belle, mis en scène par Thomas Plum, apparaît dans le rôle de Hans Berg dans la pièce radiophonique criminelle « Blaues Herz ».

## Filmographie succincte

### Cinéma

#### Films classiques
- 1972 : Abattoir 5 (film) : Le jeune garde allemand[10]
- 1976 : La marche triomphale de Marco Bellocchio[11]
- 1982 : Salut... j'arrive ! de Gérard Poteau : Laurent[12]

#### Films érotiques
- 1973 : Schulmädchen-Report. 5. Teil: Was Eltern wirklich wissen sollten : Mike[13]
- 1973 : Ce que cachent les écolières : Fritz, l'ami de Burgis[14]
- 1973 : Suce pas ton pouce ! : Conny[15]
- 1973 : Matratzen-Tango : Max Edelhuber[16]
- 1974 : Julia et les hommes :  Pauli[14]
- 1979 : Sunnyboy und Sugarbaby : Stefan[17]

### Télévision
- 1974 : Les Faucheurs de marguerites : Fechter[18]
- 1975 : Die Halde : Tom[19]
- 1975 : Der Kommissar (épisode Eine Grenzüberschreitung)[20]
- 1978 : Die Abenteuer des David Balfour : David Balfour[21]
- 1979 : Merlin[22]
- 1980 : Tatort (épisode Streifschuss)[23]
- 1980 : Inspecteur Derrick (épisode Le prix de la mort ) : Harald Dornwall[24]
- 1982 : Inspecteur Derrick (épisode Un voyage à Lindau) : Malte Gericke[25]
- 1982 : Inspecteur Derrick (épisode L'alibi ) : Horst Kluge[26]
- 1984 : Inspecteur Derrick (épisode Jeux dangereux ) : Harald Wiemann[27]
- 1985 : Inspecteur Derrick (épisode La trompette) : Joachim Lutze[28]
- 1985 : Inspecteur Derrick (épisode La main de Dieu) : Kurt Born[29]
- 1986 : Inspecteur Derrick (épisode Les indésirables) : Erich Fiska[30]
- 1986 : Inspecteur Derrick (épisode L'affaire Weidau) : Hubert Weidau[31]